# Marjorie Reevesová
Marjorie Ethel Reevesová, CBE , FBA (17. července 1905 – 27. listopadu 2003) byla britská historička a pedagožka. Působila v národních výborech a významně se podílela na vývoji vzdělávání historie v Británii. Pomáhala se založením St Anne's College která je od roku 1952 součástí Oxfordské univerzity. Mimo jiné je i obnovitelkou zájmu o dílo Jáchyma z Fiore.
Marjorie Ethel Reevesová se narodila v roce 1905 v Brattonu ve Wiltshire, kde její otec vyráběl zemědělské stroje. Rodina byla baptisté a její matka prý pocházela z rodiny známé pro nezávislost jejích žen Ke studiu historie na Oxfordské univerzitě ji inspirovala její učitelka na střední dívčí škole v Trowbridge. Poté, co s prvotřídním prospěchem získala titul (na St Hugh's College ) pokračovala ve studiu pro získání učitelského diplomu. Reevesová učila dva roky v Greenwich na dívčí škole Roan jako asistentka a poté se v roce 1929 stala výzkumnou pracovnicí na Westfield College v Londýně. Ve Westfieldu se rozhodla pro zcela neobvyklé téma Jáchyma z Fiore, jehož práce našla v knihovně Corpus Christi . Tento středověký mystik se poté stal nejen tématem jejího doktorátu (1932), ale následně i její knihy, The Influence of Prophecy in the Later Middle Ages: a Study in Joachimism (Vliv proroctví v pozdním středověku: Studie Jáchymismu) (1969). Její zájem o opata Jáchyma inspiroval ostatní akademiky ke studiu jeho symbolických vyobrazení a rozluštění jeho psaní; tento zájem vedl k pravidelným kongresům a publikacím na toto téma. Reevesová upozornila na Leona Tondelliho, který v roce 1937 rozluštil Jáchymovi záhadné diagramy. V 70. letech minulého století bylo v San Giovanni in Fiore vytvořeno mezinárodní studijní centrum pro Jáchyma z Fiore a místní komunita se zde také zasloužila o obnovu Jáchymova kostela. Marjorie Reevesové bylo uděleno čestné občanství obce San Giovanni.

## Vybraná díla
- Marjorie Reeves. The Influence of Prophecy in the Later Middle Ages: A Study in Joachimism. [s.l.]: Clarendon Press, 1969. Dostupné online. ISBN 978-0-19-827030-0.
- Marjorie Reeves. Sheep Bell and Ploughshare: The Story of Two Village Families. [s.l.]: Granada, 1980. Dostupné online. ISBN 978-0-586-08349-9.
- Christian Thinking and Social Order: Conviction Politics from the 1930s to the Present Day, 1999
- Favourite Hymns, 2006[4]